# Porta dei Leoni (Gerusalemme)
La Porta dei leoni (in ebraico שער האריות‎? Sha'ar ha-Arayot, in arabo باب الأسباط‎? "Bab al-Asbāt") si trova nella parte est delle mura della Città Vecchia di Gerusalemme ed è una delle sette porte cittadine ancora accessibili. Conduce dalla città vecchia alla valle di Giosafat ed al Monte degli Ulivi. Nella tradizione cristiana, la porta dei leoni segna l'inizio della Via Dolorosa, il percorso che Gesù fece dalla prigione al luogo della crocifissione.

## Storia

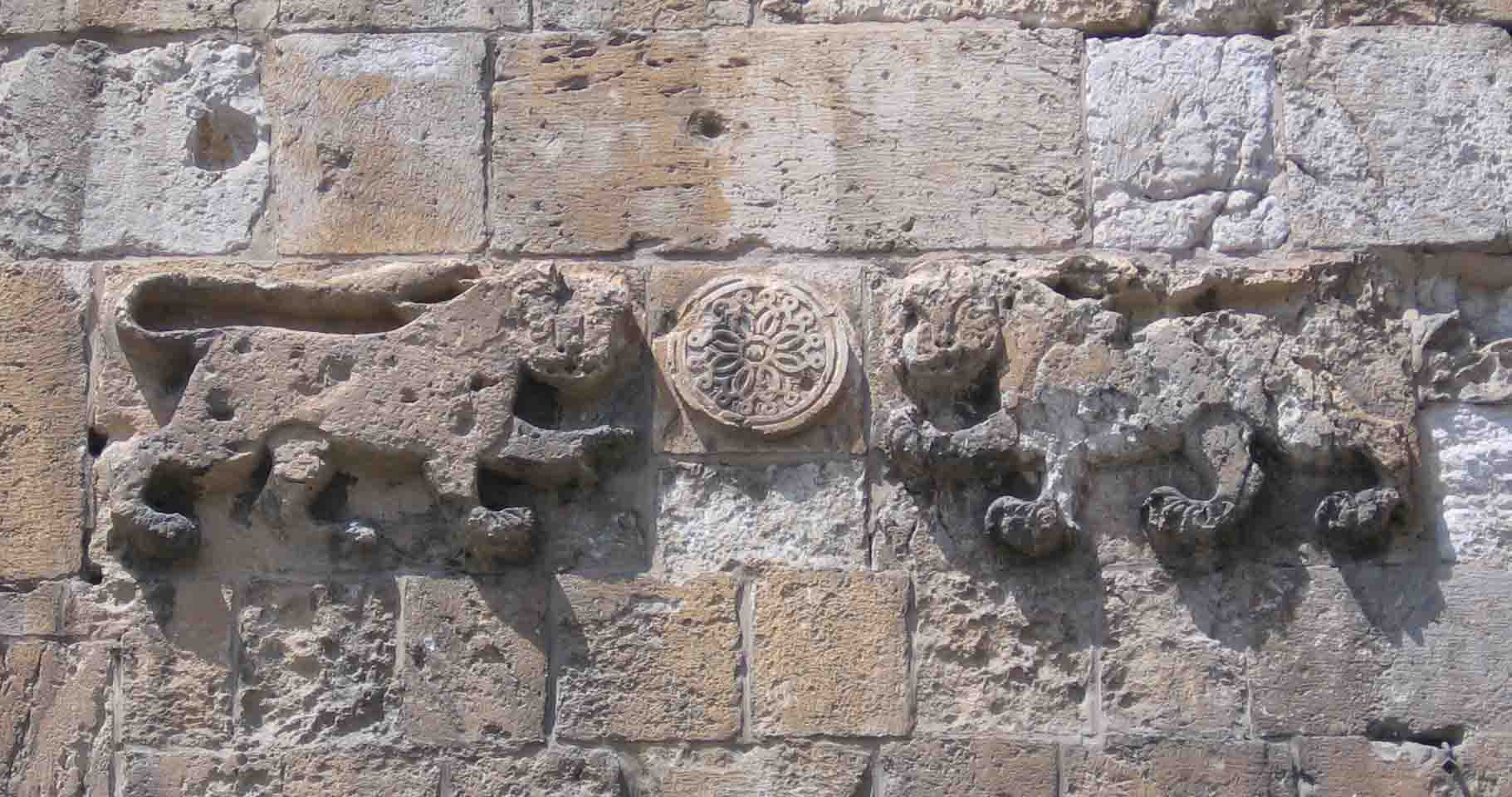
Gli intagli sopra la porta

La porta fu fatta costruire dal sultano ottomano Solimano il Magnifico nel 1538 nell'ambito della costruzione della cinta muraria della città vecchia.
Sopra la porta sono intagliate immagini di quattro pantere, spesso scambiati per leoni, due a destra e due a sinistra. Furono fatti intagliare dal sultano Solimano il Magnifico per celebrare la vittoria ottomana sui mamelucchi nel 1517, i quali cacciarono definitivamente i crociati dalla terra santa nel XIII secolo sotto il comando del sultano Baybars, il cui simbolo rappresenta proprio una pantera.
La leggenda invece, narra che il predecessore di Solimano, Selim I, sognò dei leoni che si sarebbero cibati delle sue carni poiché aveva espresso il desiderio di distruggere la città e he sarebbe stato risparmiato solo nel caso in cui avesse rinunciato ai suoi piani e costruito delle mura a protezione di Gerusalemme.
Il 7 giugno 1967 le truppe israeliane della 55ª brigata entrarono nella città vecchia attraverso la porta dei leoni durante la guerra dei sei giorni per conquistarla.

## Altri nomi
La porta nel corso della storia ha posseduto molteplici nomi. Solimano usava chiamarla Bab al-Ghor ("porta della valle del Giordano") ma questo nome non ha mai acquisito popolarità. Divenne famosa col nome di porta di Santo Stefano, poiché si trova vicino al luogo in cui avvenne in martirio di Santo Stefano, oppure Bab Sittna Maryam ("porta di nostra signora Maria"), poiché la vergine Maria nacque poco distante.